# Campeonato Africano de Atletismo de 2024 - Arremesso de peso masculino
A prova do arremesso de peso masculino do Campeonato Africano de Atletismo de 2024 foi disputada no dia 21 de junho, no Estádio de Japoma, em Duala, nos Camarões.

## Recordes
Antes desta competição, os recordes mundiais e do campeonato nesta prova eram os seguintes:
|                       | Nome                  | Nacionalidade  | Distância | Local        | Data                |
| --------------------- | --------------------- | -------------- | --------- | ------------ | ------------------- |
| Recorde mundial       | Ryan Crouser          | Estados Unidos | 23m 37cm  | Eugene       | 18 de junho de 2021 |
| Recorde do campeonato | Chukwuebuka Enekwechi | Nigéria        | 21m 20cm  | Saint Pierre | 12 de junho de 2022 |
| Recorde africano      | Janus Robberts        | África do Sul  | 21m 97cm  | Eugene       | 2 de junho de 2001  |

## Medalhistas
| Ouro                        | Prata                    | Bronze                |
| Chukwuebuka Enekwechi (NGR) | Mostafa Amr Hassan (EGY) | Mohamed Khalifa (EGY) |

## Cronograma
Todos os horários são locais (UTC+1).
| Data        | Hora  | Evento |
| ----------- | ----- | ------ |
| 21 de junho | 16:05 | Final  |

## Resultado final
A final ocorreu dia 21 de junho às 16:05.
| Posição           | Atleta                         | Nacionalidade | #1    | #2    | #3    | #4    | #5    | #6    | Resultado | Notas            |
| ----------------- | ------------------------------ | ------------- | ----- | ----- | ----- | ----- | ----- | ----- | --------- | ---------------- |
| Medalha de ouro   | Chukwuebuka Enekwechi          | Nigéria       | 20.06 | 20.07 | 21.22 | 20.44 | 20.72 | 21.22 | 21.22     |                  |
| Medalha de prata  | Mostafa Amr Hassan             | Egito         | 19.56 | 19.81 | 19.63 | 20.25 | x     | 20.07 | 20.25     |                  |
| Medalha de bronze | Mohamed Khalifa                | Egito         | 19.58 | 19.30 | 19.72 | 19.64 | 19.71 | x     | 19.72     |                  |
| 4                 | Kyle Blignaut                  | África do Sul | 18.55 | 19.59 | x     | x     | 19.65 | x     | 19.65     |                  |
| 5                 | Burger Lambrechts Jr.          | África do Sul | 18.43 | 19.10 | 19.10 | 19.09 | x     | 19.12 | 19.12     |                  |
| 6                 | Cornelius Kuhn                 | Namíbia       | 17.56 | 16.93 | 17.02 | 17.65 | 16.28 | 16.68 | 17.65     | Recorde nacional |
| 7                 | Billy Jospen Takougoum Kuitche | Camarões      | 14.99 | 15.18 | 15.93 | 15.39 | 16.09 | 16.02 | 16.09     |                  |
| 8                 | Desire Kengne Fosso            | Camarões      | 14.05 | 13.59 | 14.58 | x     | 15.21 | 13.83 | 15.21     |                  |
| 9                 | Zegeye Moga                    | Etiópia       | 13.56 | 13.85 | 14.53 |       |       |       | 14.53     |                  |
| 10                | Mekuria Haile                  | Etiópia       | 13.56 | x     | 12.44 |       |       |       | 13.56     |                  |

Legenda
| Recorde mundial       | Recorde mundial (World record)               |                       | Recorde africano                      | Recorde africano (African) |                                           | Q | Classificado por posição (Qualified) |
| Recorde do campeonato | Recorde do campeonato (Championship record)  | Recorde da América    | Recorde da América (Americas)         | q                          | Classificado por melhor tempo (Qualified) |   |                                      |
| Melhor marca do ano   | Melhor marca do ano (World leading)          | Recorde asiático      | Recorde asiático (Asian)              | DNS                        | Não largou (Did not start)                |   |                                      |
| Recorde nacional      | Recorde nacional (National record)           | Recorde europeu       | Recorde europeu (European)            | DNF                        | Não terminou (Did not finish)             |   |                                      |
| Recorde pessoal       | Recorde pessoal do atleta (Personal best)    | Recorde da Oceania    | Recorde da Oceania (Oceania)          | DSQ / DQ                   | Desclassificado (Disqualified)            |   |                                      |
| Recorde da temporada  | Recorde da temporada do atleta (Season best) | Recorde sul-americano | Recorde sul-americano (South America) | NM                         | Sem marca (No mark)                       |   |                                      |